# Макгетрик, Брендан
Брендан Макгетрик (англ. Brendan McGetrick; род. 7 января 1978, штат Род-Айленд, США) — журналист, редактор, директор проекта «Strelka Knowledge» Института медиа, архитектуры и дизайна «Стрелка», автор ряда книг об архитектуре.

## Биография
В 2000 году получил степень бакалавра журналистики в Университете Нью-Йорка.
В 2002—2006 годах работал в качестве ведущего редактора в исследовательской студии AMO (исследовательское подразделение архитектурного бюро OMA Рема Колхаса).
В 2006—2012 годах занимался собственными проектами в Китае и Японии.
С 2012 года по н.в. занимает должность директор проекта «Strelka Knowledge» Института медиа, архитектуры и дизайна «Стрелка».

## Достижения
В 2004 году выступал редактором книги «Content» архитектурного бюро ОМА Рема Колхаса. Книга является одной важнейших книг об архитектуре, изданных в 2000-х годах, и входит в список международных бестселлеров в этом жанре. Кроме того участвовал в реализации проекта «Образ Европы» («Image of Europe») бюро OMA, грандиозной выставки, посвященной истории Европейского союза.
В 2008 году участвовал в организации выставки «Дубай на очереди» в швейцарском Базеле. В этом же году вместе с художником Ай Вэйвэйем и архитектором Норманом Фостером издал книгу «Становление» совместно со студией Ivory Press.
В 2008 году — редактор книги «Ужин с MAD» («MAD dinner») в партнерстве с известным китайским архитектурным бюро MAD office.
В 2009 году — редактор сборника интервью «Кто есть кто в архитектуре» («Who is Architecture») китайского издания международного журнала DOMUS.
В 2010 году — редактор книги «Городской Китай. Работа в процессе» («Urban China Work in Progress»), изданной совместно с китайским журналистом и теоретиком архитектуры Джан Джуном.
В 2011 году курировал выставку «Неназванный дизайн» («Unnamed design») совместно со знаменитым китайским художником Ай Вэйвэйем на биеннале дизайна в Кванджу (Южная Корея). Выставку посетило более 200 тысяч человек, а газета “New York Times" включила её в список лучших выставок 2011 года.
В 2014 году выступает одним куратором Российского павильона в рамках XV Международной архитектурной биеннале в Венеции, которая пройдет с 7 июня по 23 ноября 2014 года.